# Nhị lộ hoa mai
Nhị lộ hoa mai là một trong nhũng bài quyền cơ bản đầu tiên của môn phái Lam Sơn Căn Bản. Sau khi tập thành thạo bài liên hoàn tấn, môn sinh bắt đầu bước vào tập bài quyền tiếp theo, đó chính là bài quyền này. Bài quyền gồm 36 động tác chính.

## Các thế trong bài
1. - Vận khí khai phương
  - Trung tọa tả hữu xuất tấn
  - Tả hữu tiền song chưởng
  - Trụ thế áp đỉnh thôi sơn
  - Nghịch phong tả hữu bồi sơn
  - Áp vũ triệt phong
  - Khai môn tỏa ngọc
  - Kim ô phi cước
  - Phản hồi độc thế
  - Bồi sơn bái tổ